# Amorphothecaceae
Amorphothecaceae är en familj av svampar. Amorphothecaceae ingår i klassen Eurotiomycetes, divisionen sporsäcksvampar och riket svampar.
|                  | Pyrenulales                    |
|                  |                                |
|                  | Onygenales                     |
|                  |                                |
|                  | Verrucariales                  |
|                  |                                |
|                  | Eurotiales                     |
|                  |                                |
|                  | Chaetothyriales                |
|                  |                                |
|                  | Mycocaliciales                 |
|                  |                                |
|                  | Coryneliales                   |
|                  |                                |
|                  | Ascosphaerales                 |
|                  |                                |
|                  | Arachnomycetales               |
|                  |                                |
|                  | Monascaceae                    |
|                  |                                |
|                  | Strigulaceae                   |
|                  |                                |
|                  | Eremascaceae                   |
|                  |                                |
| Amorphothecaceae | \| \| Amorphotheca \| \| \| \| |
|                  | \| \| Amorphotheca \| \| \| \| |
|                  | Rhynchomeliola                 |
|                  |                                |
|                  | Sarcinomyces                   |
|                  |                                |
|                  | Cyanopyrenia                   |
|                  |                                |
|                  | Calyptrozyma                   |
|                  |                                |
|                  | Arthropycnis                   |
|                  |                                |
|                  | Rhynchostoma                   |
|                  |                                |
|                  | Azureothecium                  |
|                  |                                |
|                  | Amorphotheca                   |
|                  |                                |

|  | Amorphotheca |
|  |              |